# Oxatis
Oxatis est une entreprise française fondée en 2001 par Marc Schillaci et Marc Heurtaut, et liquidée le 13 mai 2020. La société éditait le logiciel de création de site de vente en ligne en mode SaaS du même nom.  
Oxatis est mise en redressement judiciaire moins de deux ans après son introduction en bourse, et ses actifs sont rachetés en avril 2020 par CMA-CGM et Lundi Matin au travers d'une nouvelle société appelée New Oxatis. 

## Historique
Créée en 2001 par Marc Schillaci et Marc Heurtaut, la société a comme objectif de développer des sites de ecommerce en mode SaaS pour une clientèle de TPE et PME, avec des fonctionnalités standard du marché. 

### Parcours économique et boursier
En 2018, l'entreprise entame une procédure d'introduction en bourse,,.
Après son introduction en avril 2018, malgré presque 15 millions d'euros de levées de fonds, elle est placée en redressement judiciaire en novembre 2019. Son modèle économique s'appuie sur une rémunération proportionnelle au chiffre d'affaires dégagé par ses clients, or une grande partie de ses 8000 clients sont de micro-acteurs.  Cette structure de revenus et des difficultés rencontrées sur le marché britannique ne lui permettent pas de faire face à son endettement. 
À la suite d'un appel d'offres à reprise diligenté en janvier 2020, le tribunal de commerce de Marseille arrête le plan de cession et ses actifs sont rachetés pour 90 % par le groupe CMA-CGM, le solde l'étant par la société Lundi Matin le 26 mars 2020. 
La société est mise en liquidation judiciaire le 13 mai 2020,.

### Acquisitions
- En 2012, Oxatis annonce le rachat de son principal concurrent britannique (Actinic)[12].
- En 2014, la société reprend la division e-commerce de l’éditeur du logiciel de gestion Sage[13].
- En 2015, la société rachète son concurrent espagnole (Xopie)[12].
- En 2018, la société rachète son principal concurrent français (Power boutique), également éditeur d'une solution e-commerce SaaS[14].

## Activité, rentabilité, effectifs
Oxatis propose des outils de création de sites web.
La solution SaaS couvre la partie « Ventes sur internet » des besoins d'une PME/TPE.
|                                        | 2015  | 2016    | 2017    | 2018    | 2019 |
| -------------------------------------- | ----- | ------- | ------- | ------- | ---- |
| Chiffre d'affaires en milliers d'euros | 6 684 | 7 368   | 9 627   | 9 784   |      |
| Résultat net en milliers d'euros       | - 964 | - 1 354 | - 2 797 | - 4 318 |      |
| Effectif moyen annuel                  | 82    | nc      | 131     | 159     |      |

## Actionnaires
Après l'introduction en bourse le nombre de parts sociales existantes s’élève à 4 577 776 actions, dont 1 186 604 (soit 25,92 %) sont en bourse.
| Actionnaire                 | Famille   | Nombre d'actions | Pourcentage détenu |
| --------------------------- | --------- | ---------------- | ------------------ |
| Marc Schillaci              | Schillaci | 265.248          | 5,79%              |
| Calabi Sarl                 | Schillaci | 78.020           | 1,70%              |
| Famille Schillaci           | Schillaci | 81.000           | 1,77%              |
| Marc Heurtaut               | Heurtaut  | 116.766          | 2,55%              |
| Syn Flare Investment        | Heurtaut  | 70.000           | 1,53%              |
| Fonds TempoCap 2 GP         |           | 1.042.018        | 22,76%             |
| Fonds Omnès Capital         |           | 1.012.464        | 22,12%             |
| SofiOuest                   |           | 327.308          | 7,15%              |
| Autres investisseurs privés |           | 290.948          | 6,36%              |
| Employés                    |           | 107.400          | 2,35%              |
| Public (Bourse)             |           | 1.186.604        | 25,92%             |

Le cours de l'action final avant disparition et retrait de la cote est de 0,598 €.